# Dethroned and Uncrowned
Dethroned & Uncrowned - album szwedzkiego zespołu metalowego Katatonia, wydany 9 września 2013 roku przez wytwórnię Kscope Records. Jest to akustyczna wersja albumu pod tytułem Dead End Kings. Większość ścieżek instrumentalnych nagrano ponownie, jednak wokale pozostały identyczne jak na poprzednim albumie.  

## Lista utworów
1. The Parting	04:51
2. The One You Are Looking for Is Not Here	03:58
3. Hypnone	04:12
4. The Racing Heart	03:25
5. Buildings	03:23
6. Leech	04:17
7. Ambitions	04:30
8. Undo You	04:52
9. Lethean	04:05
10. First Prayer	04:18
11. Dead Letters 04:15[1]

## Twórcy
- Anders Nyström - gitara, keyboard, śpiew
- Jonas Renkse - śpiew, gitara, keyboard, autor tekstów
- Daniel Liljekvist - perkusja
- Per Eriksson - gitara
- Niklas Sandin - gitara basowa[1]